# Монеты Юлии Домны

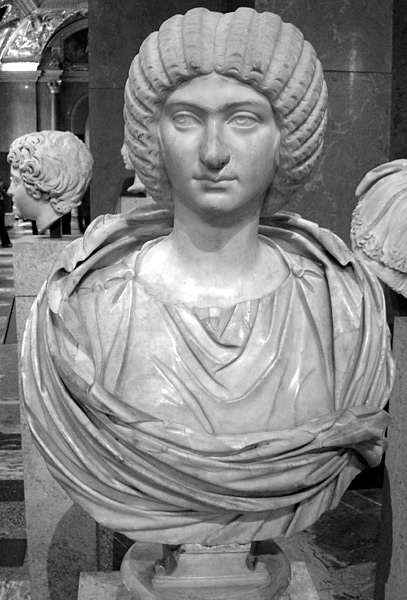
Бюст Юлии Домны

Монеты Юлии Домны — монеты Римской империи, чеканившиеся от лица Юлии Домны в период правления императора Септимия Севера, совместного правления Каракаллы и Геты и единоличного правления Каракаллы.

## История
Юлия Домна, происходившая из семьи сирийского жреца, в 184 году стала женой будущего императора Септимия Севера. В 188 и 189 годах у них родились два сына — Луций Септимий Бастиан (Каракалла) и Публий Септимий Гета. В 193 году, после убийства императора Пертинакса, Септимий Север был провозглашён императором. В 198 году он объявил своего сына Каракаллу соправителем с титулом августа, Гета получил титул цезаря. В 209 году Гета также стал августом.
В 211 году в Эборакуме умер Септимий Север. Императорами-соправителями стали Каракалла и Гета. Сыновья Юлии Домны с детства враждовали друг с другом, попытки Юлии Домны примирить их ни к чему не приводили. Гета был убит по приказу Каракаллы, который стал единоличным правителем. Несмотря на сложные отношения с Каракаллой, Юлия Домна пыталась делать вид, что ничего не случилось. Она сопровождала Каракаллу во время похода в Парфию, во время которого, в 217 году, Каракалла был убит. Преемник Каракаллы, Макрин, стремился к мирным отношениям с Юлией Домной, однако она, считая Макрина виновным в смерти сына, участвовала в заговоре против него. Макрин приказал ей покинуть Антиохию в качестве простой гражданки, без императорских почестей. В том же году Юлия Домна умерла, возможно, причиной смерти было самоубийство.

## Монеты
В период правления Септимия Севера и к началу правления его наследников в империи продолжала применяться монетная система, введённая реформой Октавиана Августа: ауреус = 2 золотых квинария = 25 денариев = 50 квинариев = 100 сестерциев = 200 дупондиев = 400 ассов = 800 семисов = 1600 квадрансов. Однако проба и вес монет, установленные при Октавиане Августе, в правление Нерона и некоторых следовавших за ним императоров, неоднократно изменялись, а монеты некоторых номиналов длительное время не чеканились.
Изображения членов семьи часто помещались на монетах римских императоров. Юлия Домна изображалась на монетах Септимия Севера, а также на монетах, выпускавшихся от имени его — наследников Каракаллы и Геты. После смерти Септимия Севера изображения Юлии Домны продолжали помещаться на монетах её сыновей. 
Кроме того, выпускались монеты и от имени самой Юлии Домны. Всего за период с 193 по 217 год было выпущено несколько десятков видов таких монет. Монеты Юлии Домны чеканились во всех применявшихся тогда монетных металлах, чеканились золотые ауреусы и квинарии, серебряные денарии и квинарии, латунные сестерции, дупондии и ассы.
На реверсах монет Юлии Домны изображались: муж (Септимий Север) и сыновья (Каракалла и Гета), боги: Венера, Церера, Диана, Фортуна и др.
На монетах указывалось имя: «Юлия Домна» или «Юлия» и почётное имя «Августа» (IVLIA DOMNA AVG, IVLIA AVGVSTA), или «Юлия Пия Феликс» (IVLIA PIA FELIX AVG, IVLIA FELIX AVG). На реверсах некоторых монет указывались присвоенные ей титулы: тройной титул «Мать августов — мать сената — мать Отечества» (MAT AVGG MAT SEN M PATR) и титул «Мать лагерей» (MATER CASTRORVM), полученный после похода в Британию, в котором Юлия Домна сопровождала мужа и сыновей.
В Римской империи, кроме имперских монет для всего государства, чеканили и провинциальные. Жёсткий контроль их выпуска со стороны Рима отсутствовал. Для них характерно использование традиционных для провинций номиналов денежных единиц, а также легенда на местном языке, а не на латыни. От имени Юлии Домны было выпущено несколько десятков типов провинциальных монет.

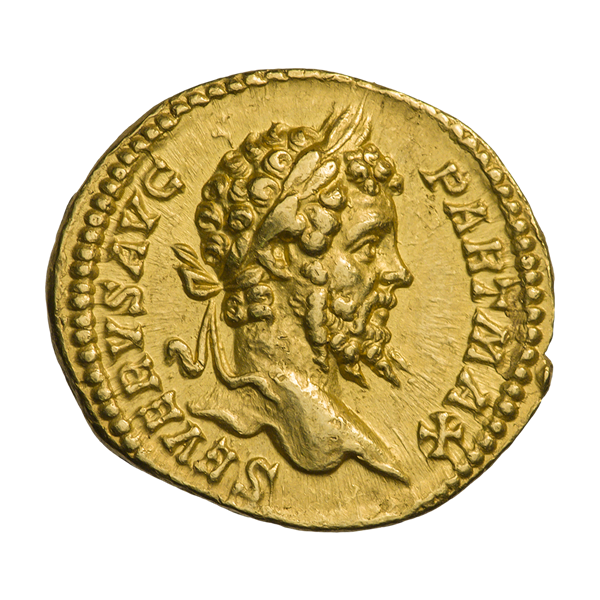
Ауреус, Септимий Север, аверс, ок. 200—201 гг.
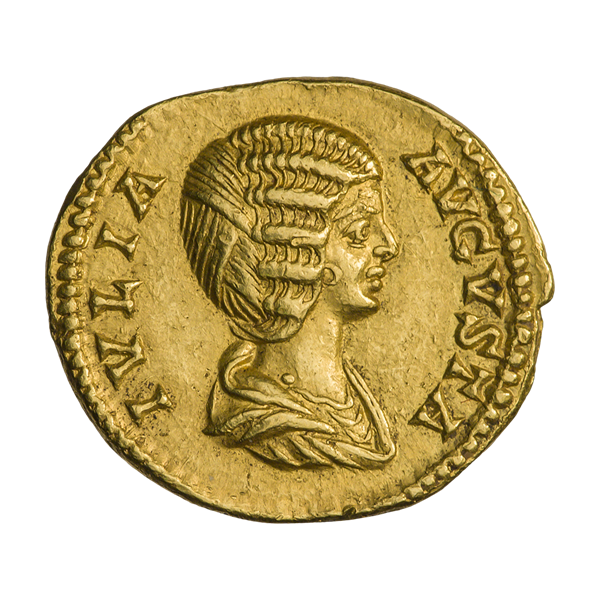
Реверс, Юлия Домна, легенда «IVLIA AVGVSTA»
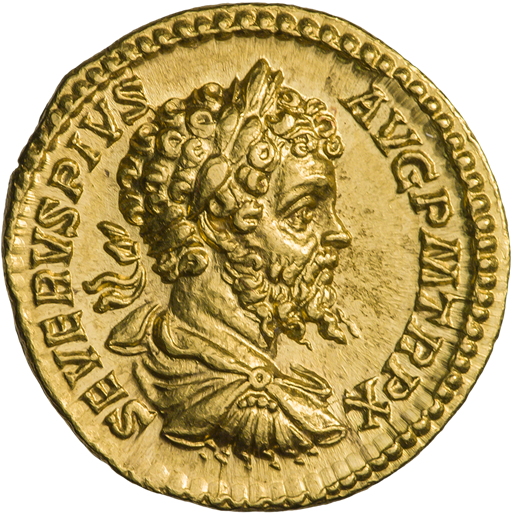
Ауреус, Септимий Север, аверс, ок. 202 г.
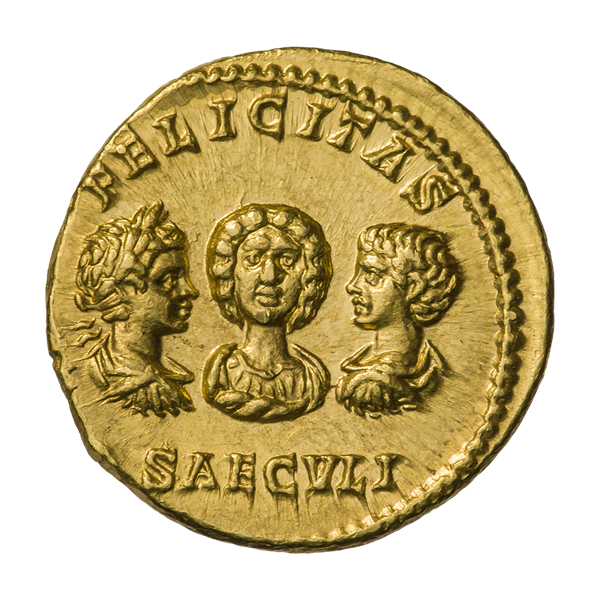
Реверс. Каракалла, Юлия Домна и Гета. Легенда «FELICITAS SAECVLI»
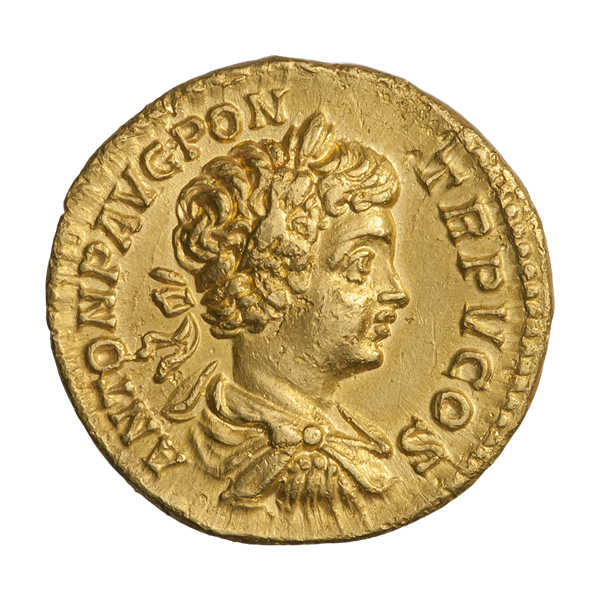
Ауреус, Каракалла, аверс, ок. 202 г.
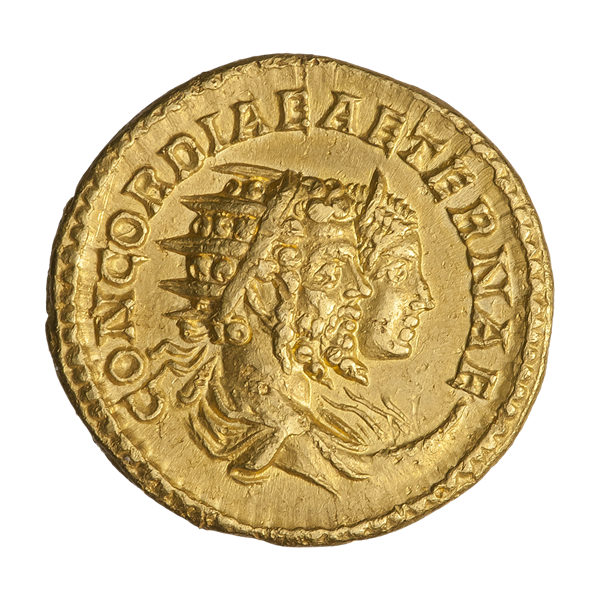
Реверс. Септимий Север и Юлия Домна. Легенда «CONCORDIAE AETERNAE»

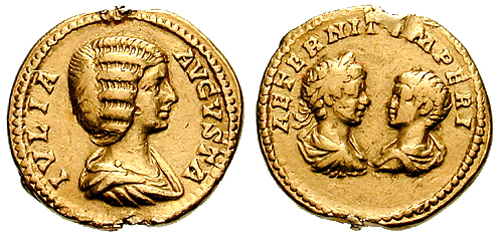
Ауреус, ок. 201 г., легенда «IVLIA AVGVSTA». На реверсе — Каракалла и Гета
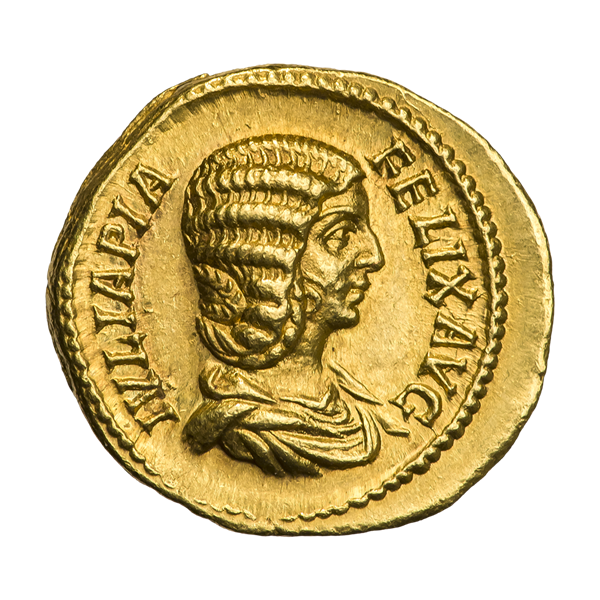
Ауреус, ок. 211—217 гг. Легенда «IVLIA PIA FELIX AVG»
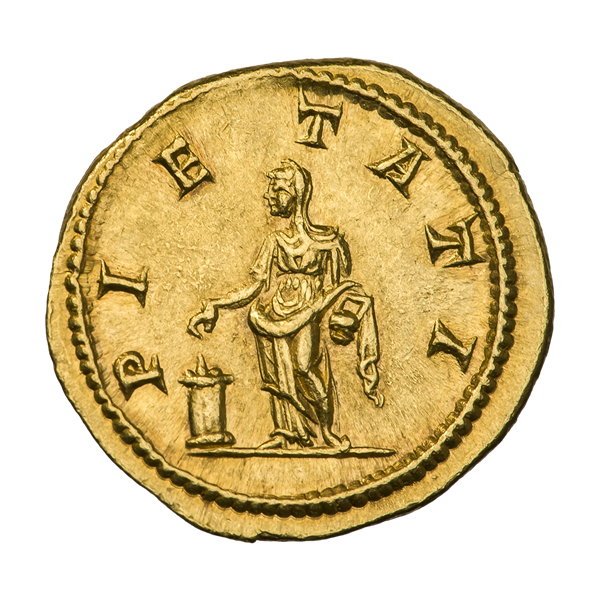
Реверс. Пиета[6].
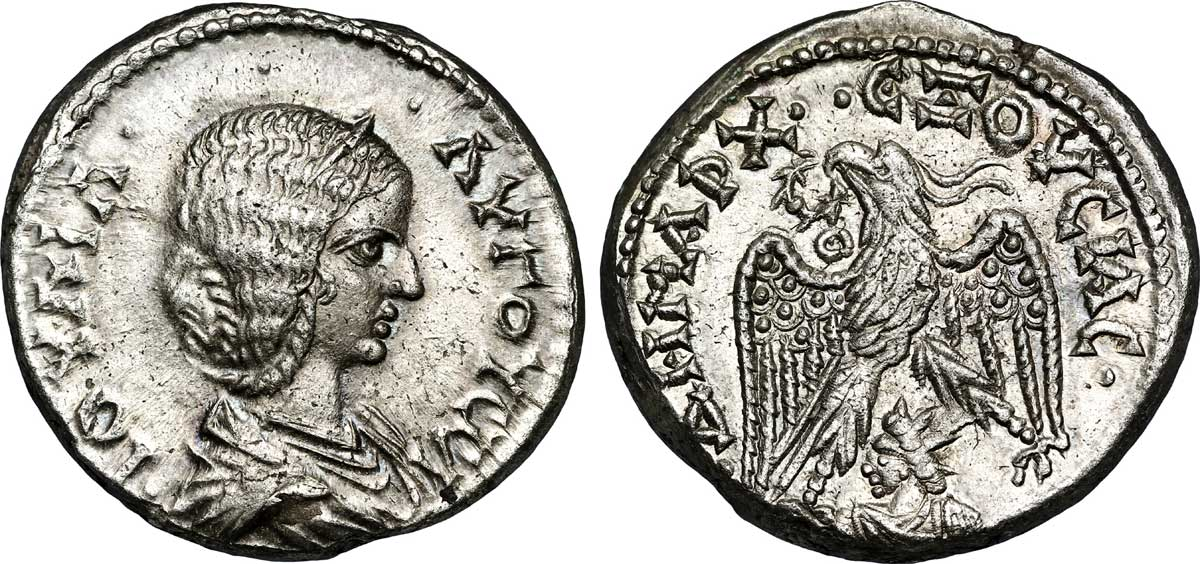
Тетрадрахма, легенда на греческом языке